# Comuna de Sosnówka
Sosnówka (polaco: Gmina Sosnówka) é uma gminy (comuna) na Polónia, na voivodia de Lublin e no condado de Bialski. A sede do condado é a cidade de Sosnówka.
De acordo com os censos de 2004, a comuna tem 2791 habitantes, com uma densidade 18,8 hab/km².

## Área
Estende-se por uma área de 148,43 km², incluindo:
- área agrícola: 66%
- área florestal: 28%

## Demografia
Dados de 30 de Junho 2004:
|                      | Total   | Total | Mulheres | Mulheres | Homens  | Homens |
| -------------------- | ------- | ----- | -------- | -------- | ------- | ------ |
|                      | pessoas | %     | pessoas  | %        | pessoas | %      |
| População            | 2791    | 100   | 1412     | 50,6     | 1379    | 49,4   |
| Densidade (pop./km²) | 18,8    | 100   | 9,5      | 9,5      | 9,3     | 9,3    |

De acordo com dados de 2002, o rendimento médio per capita ascendia a 1290,58 zł.

## Subdivisões
- Czeputka, Dębów, Lipinki, Motwica, Pogorzelec, Przechód, Romanów, Rozwadówka, Rozwadówka-Folwark, Sapiehów, Sosnówka, Wygnanka, Żeszczynka.

## Comunas vizinhas
- Hanna, Łomazy, Podedwórze, Tuczna, Wisznice, Wyryki